# Siège de l'Assemblée nationale du Vietnam
Le siège de l'Assemblée nationale du Viêt Nam (en vietnamien : Tòa nhà Quốc hội Việt Nam) est le lieu de réunion de l'Assemblée nationale dans le district de Ba Dinh à Hanoï au Viêt Nam.

## Présentation
Le bâtiment de l'Assemblée nationale est situé dans la rue Doc Lap , à proximité du mausolée de Hô Chi Minh et à côté de la cité impériale de Thang Long.
Le siège de l'Assemblée nationale a été construite avec une superficie totale de 63 000 m2, une hauteur de 39 m.  
L'édifice peut accueillir 80 réunions indépendantes avec plus de 2 500 personnes en même temps.
En 2014, l'architecture du siège de l'assemblée nationale a été récompensée par Grand Prix national d'architecture de l'Association des architectes du Vietnam.

## Galerie

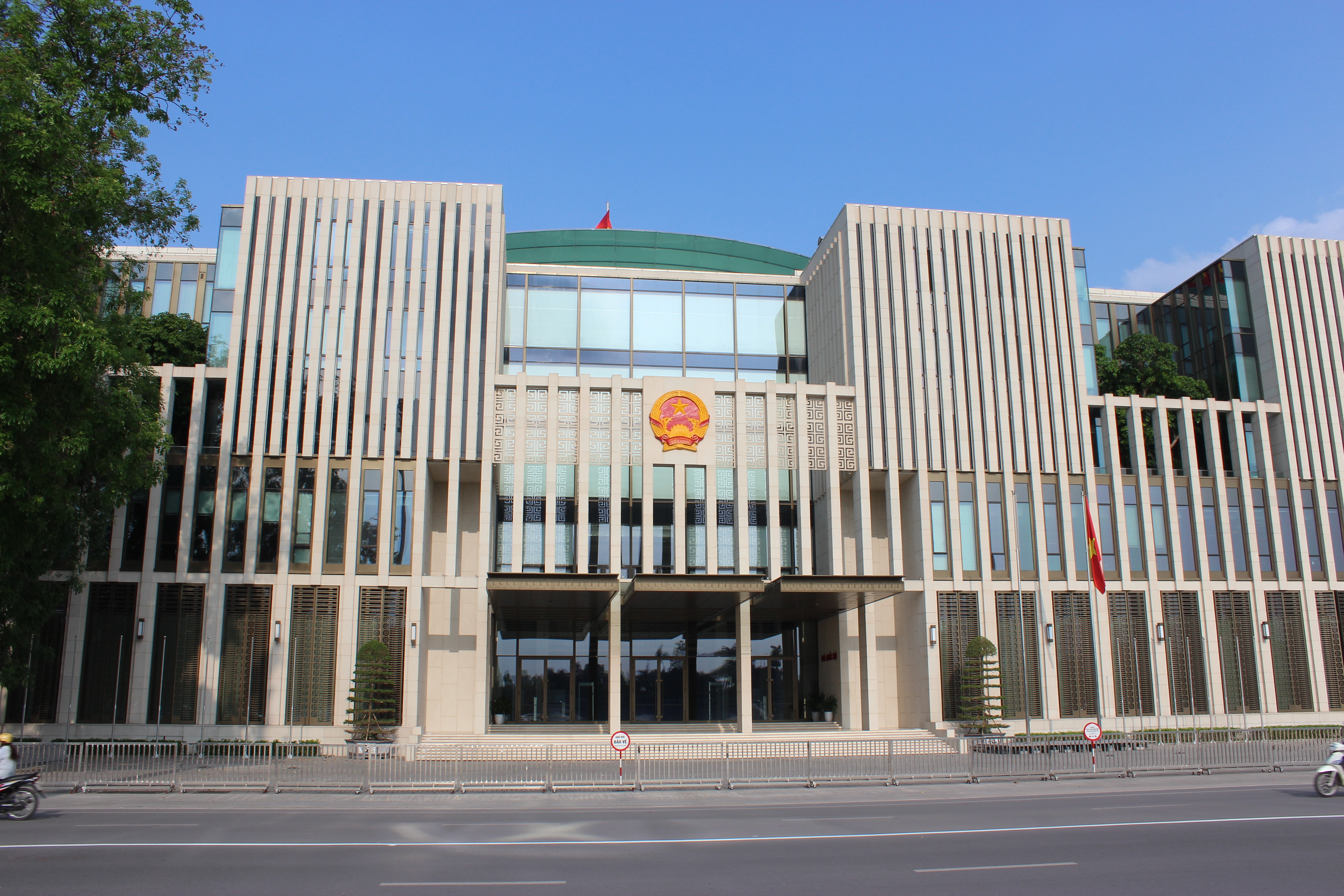
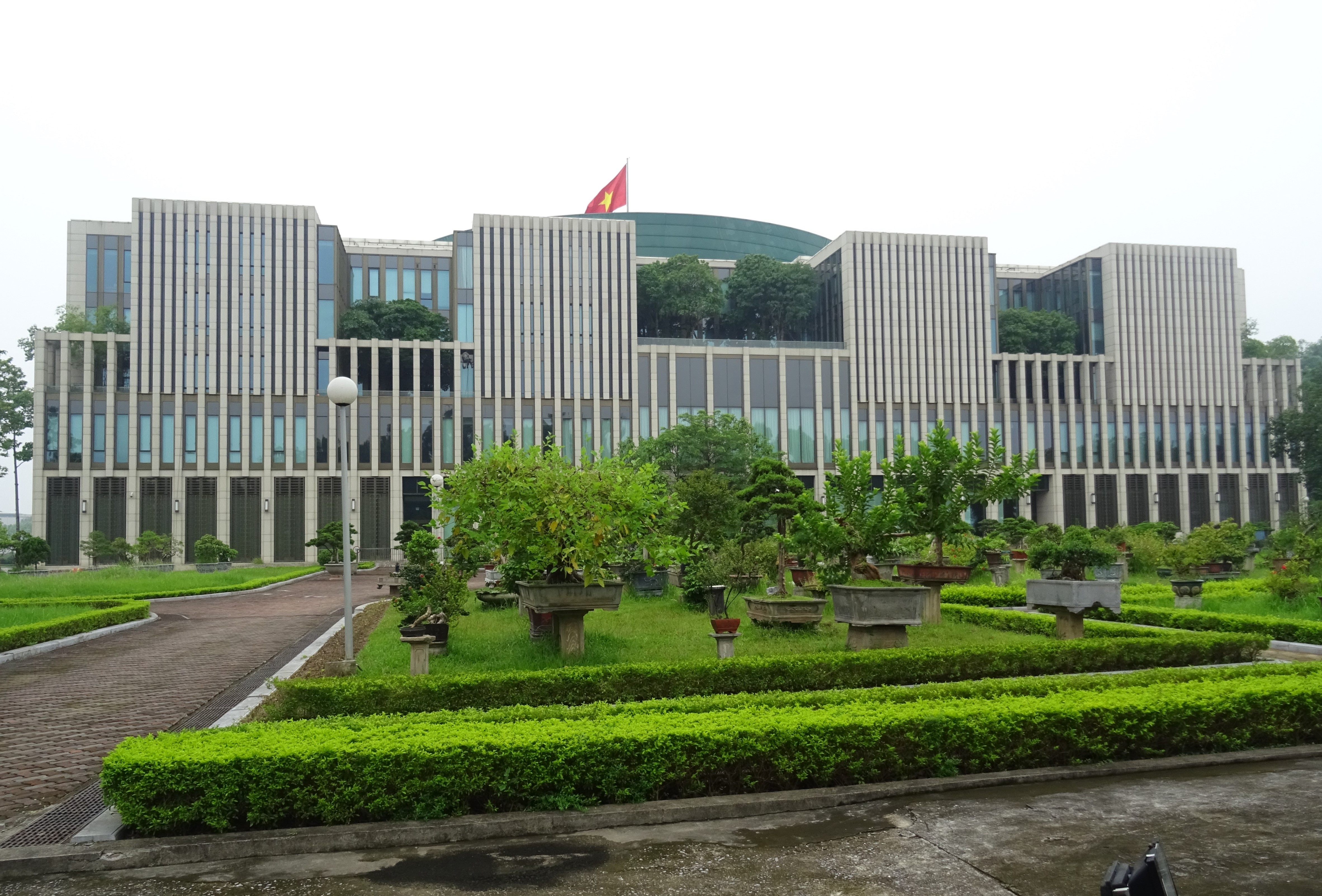
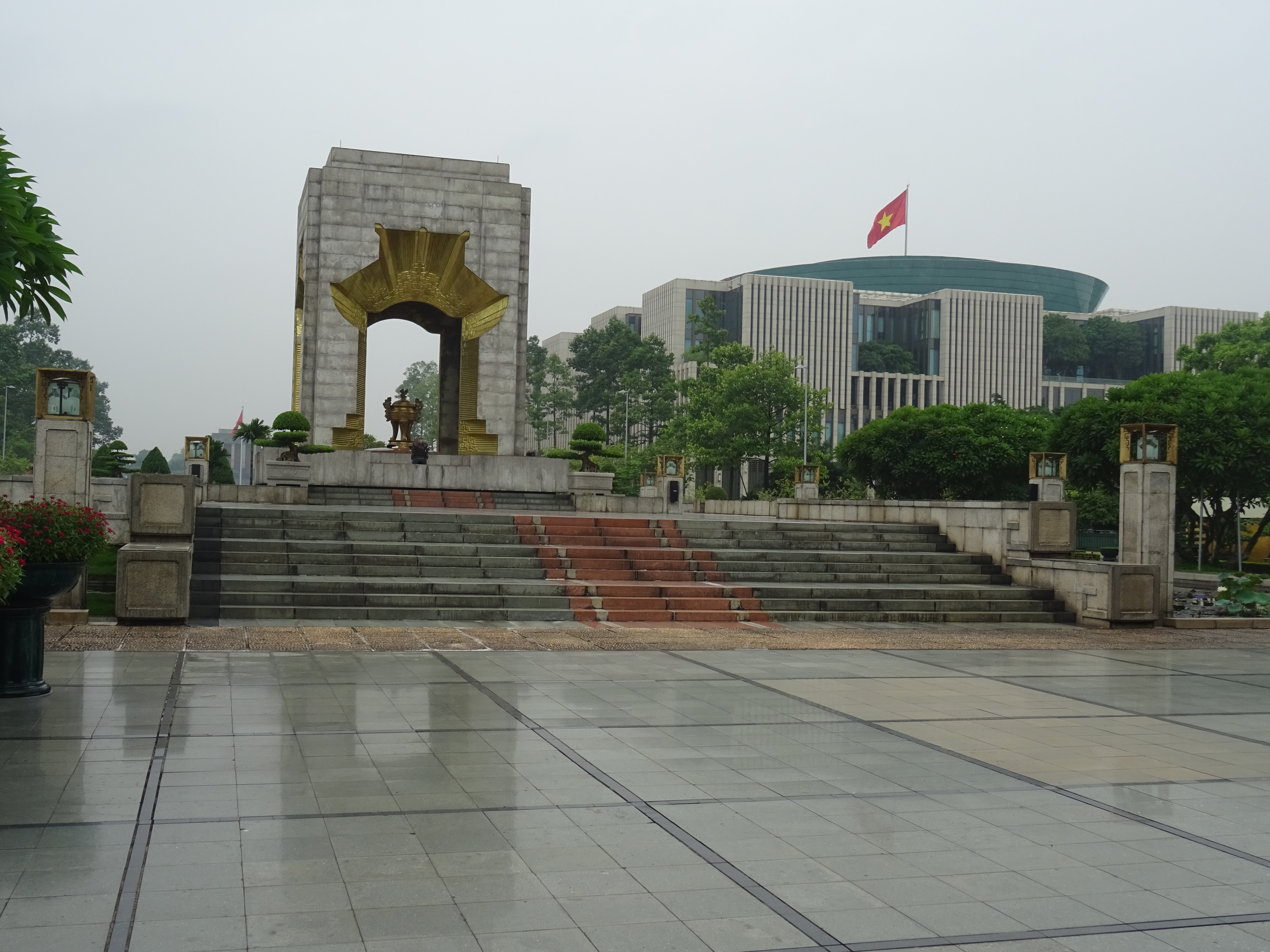